# Qinlingosaurus
Qinlingosaurus luonanensis is een plantenetende sauropode dinosauriër, behorend tot de Neosauropoda, die tijdens het late Krijt leefde in het gebied van het huidige China.
In 1996 beschreven en benoemden Xue Xiangxu, Zhang Yunxiang en Bi Xianwu de typesoort Qinlingosaurus luonanensis op basis van botten gevonden in de bergen van Hongtuling in Shaanxi. De geslachtsnaam verwijst naar het gebied Qinling. De soortaanduiding verwijst naar de herkomst uit Luonang. Het Chinese artikel werd gepubliceerd in een meer omvattend boek.
Het holotype, NWUV 1112, is gevonden in een laag van de Hongtulingformatie die dateert uit het Opper-Krijt, wellicht het late Maastrichtien. Het bestaat uit een darmbeen, een stuk zitbeen en drie wervels waarvan één vermoedelijk van de staart.
Qinlingosaurus heeft een lichaamslengte van ongeveer vijftien à twintig meter. Het darmbeen is met een lengte van zevenenzeventig centimeter relatief langwerpig, vooral door een naar voren uitstekend puntig maar hoog voorblad, met een lang aanhangsel voor het schaambeen. Het aanhangsel voor het zitbeen is klein. Het bovenprofiel van darmbeen is bol. Het heupgewricht heeft een grote doorsnede.
Qinlingosaurus wordt wegens de schamelheid van de resten meestal als een nomen dubium beschouwd en zijn plaatsing als Sauropoda incertae sedis. Het is erg waarschijnlijk dat het gaat om een lid van de Neosauropoda. Herkomst en ouderdom wijzen sterk op een lid van de Titanosauria.